# Jerry Jameson
Jerry Jameson (ur. 26 listopada 1934 w Los Angeles) – amerykański reżyser filmowy i telewizyjny. Twórca głównie filmów akcji, katastroficznych i przygodowych; m.in. Port lotniczy ’77 (1977) czy Podnieść Titanica (1980). Wielokrotnie pracował przy produkcjach telewizyjnych.

## Wybrana filmografia
Filmy:
- Ludzie-nietoperze (1974)
- Śmiertelna wieża (1975)
- Port lotniczy ’77 (1977)
- Podnieść Titanica (1980)
- Zasadzka w Piekielnym Kanionie (1981)
- Żar (1986)
- Czerwony pająk (1988)
- Płomienie i deszcz (1989)
- Terror na autostradzie 91 (1989)
- Zabójcza kampania (1998)
- Czerwony telefon: Obława (2002)
- Czerwony telefon: Szach i mat (2003)
- Uwięziona (2015)

Seriale TV:
- Cannon (1971-76; reżyser 4 odcinków)
- Ironside (1967-75; reż. 3 odcinków)
- Hawaii Five-O (1968-80; reż. 1 odcinka)
- Ulice San Francisco (1972-77; reż. 1 odcinka)
- Magnum (1980-88; reż. 3 odcinków)
- Dallas (1978-91; reż. 5 odcinków)
- Dynastia (1981-89; reż. 2 odcinków)
- Napisała: Morderstwo (1984-96; reż. 19 odcinków)
- Gliniarz i prokurator (1987-92; reż. 1 odcinka)
- Dzień za dniem (1989-93; reż. 4 odcinków)
- Strażnik Teksasu (1993-2001; reż. 18 odcinków)
- Doktor Quinn (1993-98; reż. 7 odcinków)
- Dotyk anioła (1994-2003; reż. 1 odcinka)
- JAG: Wojskowe Biuro Śledcze (1995-2005; reż. 1 odcinka)
- Siedmiu wspaniałych (1998-2000; reż. 1 odcinka)